# 神保村
神保村（じんぼむら）は、かつて富山県婦負郡にあった村。

## 沿革
- 1942年（昭和17年）6月20日 - 婦負郡千里村及び富川村が合併して、婦負郡神保村が発足する[1]。
- 1959年（昭和34年）1月1日 - 婦負郡婦中町に編入する。

## 歴代村長
出典→
1. 渡辺安衛（臨時代理、1942年6月20日、1942年7月26日）
2. 渡辺安衛（1942年7月17日 - 1945年12月19日）
3. 大館英（1945年12月29日 - 1946年12月5日）
4. 藤井清文（1947年4月5日 - 1951年4月4日）
5. 吉川重信（1951年4月23日 - 1955年4月22日）
6. 吉川重信（1955年4月23日 - 1958年12月31日）